# Lampang
Lampang, (thai:  ลำปาง) är en provins (changwat) i norra Thailand. År 2000 hade provinsen 782 152 invånare på en areal av 12 534 km². Provinshuvudstaden är Lampang city.

## Administrativ indelning
Provinsen är indelad 13 distrikt (amphoe). Distrikten är i sin tur indelade i 100 subdistrikt (tambon) och 855 byar (muban). 
| Lampangs distrikter nummerert | 1. Mueang Lampang 2. Mae Mo 3. Ko Kha 4. Soem Ngam 5. Ngao 6. Chae Hom 7. Wang Nuea | 8. Thoen 9. Mae Phrik 10. Mae Tha 11. Sop Prap 12. Hang Chat 13. Mueang Pan |